# Coperete
Coperete (Pseudoseisura lophotes) é uma espécie de ave da família dos Furnariídeos. Pode ser encontrada na Argentina, Uruguai, Brasil, Paraguai e Bolívia.